# Pot’onggang Hot’el
Das Pot’onggang Hot’el (보통강 호텔) ist ein Hotel in der nordkoreanischen Hauptstadt Pjöngjang. Der Name bezieht sich auf den Fluss Pothong-gang. Die Anlage ist speziell für ausländische Touristen gedacht. Das Gebäude verfügt über neun Etagen und 162 Zimmer. Es wurde in den 1970er Jahren errichtet. Anfang der 1990er Jahre wurde es von Sun Myung Moon (1920–2012), den Gründer der sog. Vereinigungskirche nach einem Treffen mit Kim Il-sung gekauft. Ende der 1990er Jahre wurde es modernisiert. Das Hotel steht im Bezirk P’yŏngch’ŏn-guyŏk (Ansan-dong). Den Gästen stehen unter anderem Restaurants, eine Bar, Swimmingpool, Karaoke und Indoor-Golf zur Verfügung. Alle Räume verfügen über eine Klimaanlage.